# Яницкая, Майя Михайловна
Майя Михайловна Яницкая (бел. Мая Міхайлаўна Яніцкая; *22 мая 1931, хутор Валентинов, Плещаницкий, теперь Логойский район, Минская область) - белорусский искусствовед. В 1974 году получила степень кандидата наук по искусствоведению. Член Белорусского союза художников с 1975 года.

## Биография
Окончила Всесоюзный заочный институт советской торговли в Москве в 1955 году, в 1970 - аспирантуру Института искусствоведения, этнографии и фольклора НАН Беларуси по специальности изобразительное искусство. В 1971-1974 годах младший научный сотрудник ИМЭФ НАН Беларуси, в 1974-1977 годах работала в издательстве «Белорусская энциклопедия» (в 1975-1976 годах руководитель редакции «Сбор памятников истории и культуры Беларуси»). С 1978 года старший научный сотрудник ИМЭФ НАН Беларуси, с 1991 года - Национального научно-образовательного центра имени Франциска Скорины, а с 1997 года - редакции мультимедийных технологий Белорусского государственного института проблем культуры.

## Творчество и научная работа
Исследовала историю белорусской культуры, в том числе декоративно-прикладного и изобразительного искусства. Автор книг «Белорусское художественное стекло (XVI—XVIII веков)» (1977), «Истоки стеклоделия Белоруссии» (1980), «Федор Зильберт» (1980, творческий портрет мастера-керамиста), «Белорусское художественное стекло XIX — начала XX веков» (1984), «Людмила Мягкова» (1984, творческий портрет мастера), «История стеклянной радуги» (1986), «Художественное стекло Советской Белоруссии» (1989).
Первый автор фундаментальных статей по истории различных видов декоративно-прикладного искусства в серии энциклопедических изданий. Одна из авторов, научных редакторов и член редколлегии «Сбора памятников истории и культуры Беларуси»(1984—1988) и серийного научного издания «Возвращение-1», «Возвращение-2», «Возвращение-3», «Возвращение-4» (1992—1997 годы), одна из авторов «Истории белорусского искусства» (т. 1—6, 1987—1994), а также первого мультимедийного издания Белорусского института проблем культуры «Белорусская культура. Лучшие страницы: Иконопись. Традиционный костюм. Архитектура. 100 раритетов из музеев Беларуси» (2000). Автор многих статей в периодических изданиях Беларуси и России, посвященных обзору выставок различных видов современного искусства, анализа произведений персональных выставок современных художников Беларуси, а также составительница каталогов этих выставок. Составитель раздела «Декоративно-прикладное искусство», альбома-каталога «Белорусское искусство XX века» (2003).